# Sinophoneus yumenensis
Sinophoneus yumenensis és un gènere extint de teràpsid dinocèfal. L'antiga espècie Stenocybus acidentatus fou fusionada amb S. yumenensis quan es descobrí que allò que s'anomenava «Stenocybus» eren en realitat exemplars joves de Sinophoneus.